# Fanlo
Fanlo ist ein Ort und eine Gemeinde im Norden der spanischen Provinz Huesca der Region Aragonien. Die Gemeinde gehört zur Comarca Sobrarbe. Fanlo hat auf einer Fläche von 187,1 km² 118 Einwohner (Stand: 2024).

## Geographie
Fanlo ist über die Provinzialstraße HU-631 zu erreichen.
Die Einsiedelei von San Úrbez und der Monte Perdido liegen in Fanlo. Teile des Gemeindegebietes liegen im Nationalpark Ordesa y Monte Perdido.

## Gemeindegliederung
Zur Gemeinde gehören neben dem Hauptort Fanlo folgende Dörfer: Buerba, Buisán, Ceresuela, Gallisué, Nerín, Sercué, Vio und Yeba.

## Baudenkmäler
- Pfarrkirche Iglesia de los Tres Santos Reyes (Bien de Interés Cultural)
- Kirche San Miguel in Buerba (Bien de Interés Cultural)
- Romanische Kirche San Martín in Sercué (Bien de Interés Cultural)
- Romanische Kirche San Vicente in Vió (Bien de Interés Cultural)
- Ermita de San Urbez (Bien de Interés Cultural)
- Casa Arruba (Bien de Interés Cultural)
- Casa del Señor (Bien de Interés Cultural)
- Casa Laplaza in Buerba (Bien de Interés Cultural)

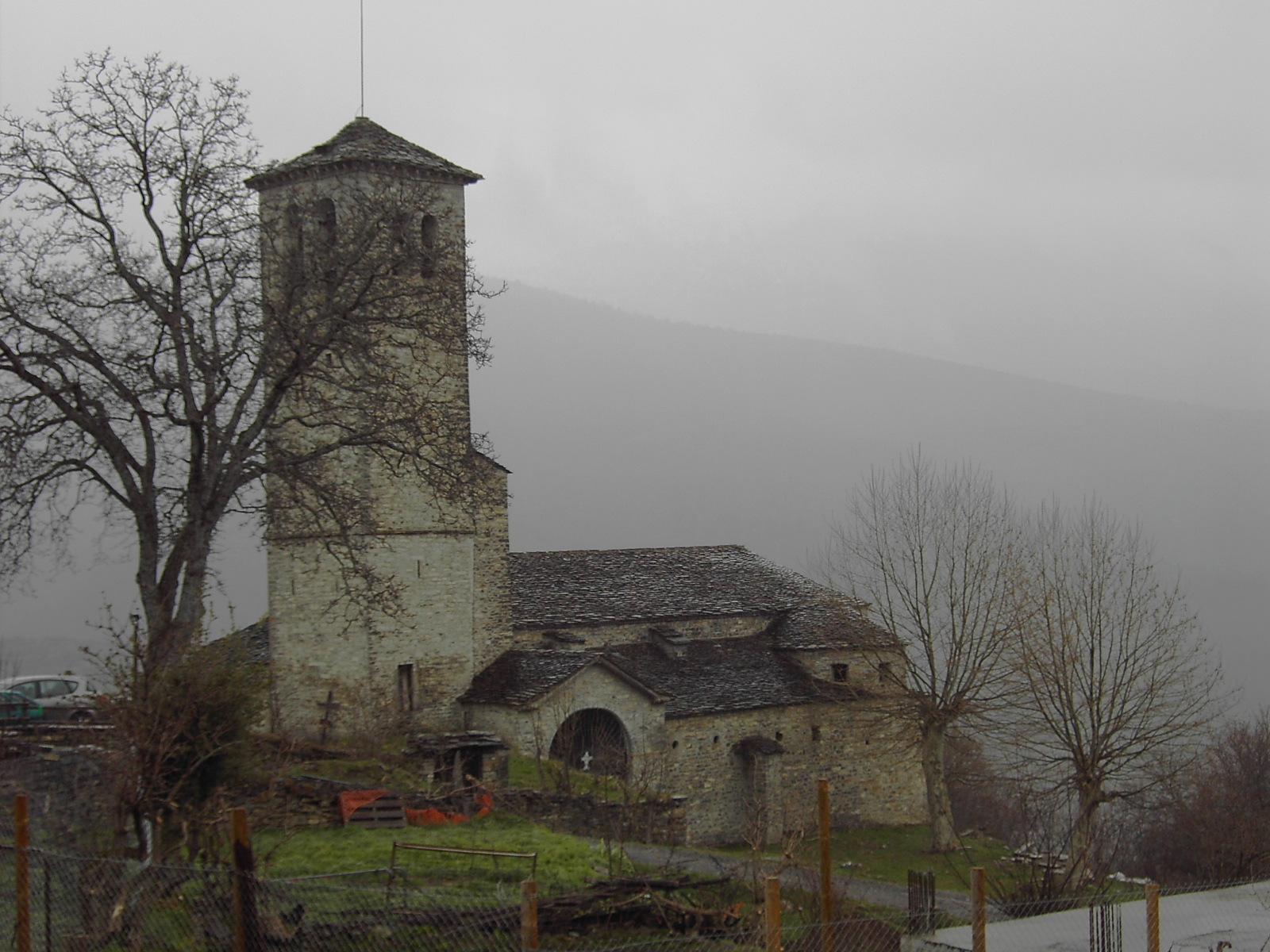
Iglesia de los Tres Santos Reyes